# کویر وهیبه
کویر شنی وهیبه (به عربی:  رمال اَلوَهیبة ) نام منطقه‌ای در کشور پادشاهی عمان است. این بیابان از توابع استان منطقه شرقی است و یکی از (نقاط دیدنی سلطنت عمان) به‌شمار می‌آیند.
کویر وهیبه در امتداد خلیج مصیره قرار دارد؛ به طول ۱۸۰ کیلومتر وعرض ۸ کیلومتر در استان منطقه شرقی.
در کویر وهیبه جاهایی برای سر خوردن یا اسکی بر روی شن وجود دارد، در این مناطق شن های ریزی وجود دارد که گردشگران را به سوی خود می‌کشاند. رمال آل وهیبه نرمترین تپه‌های شنی در دنیا را دربردارد.

## گستره
محدوده کویر وهیبه از سمت مشرق در رأس رویس به دریای عرب، و از سمت مغرب به کوه حجر شرقی، و از شمال به القابل، و از سمت جنوب به النقده محدود می‌گردد.

## نگارخانه

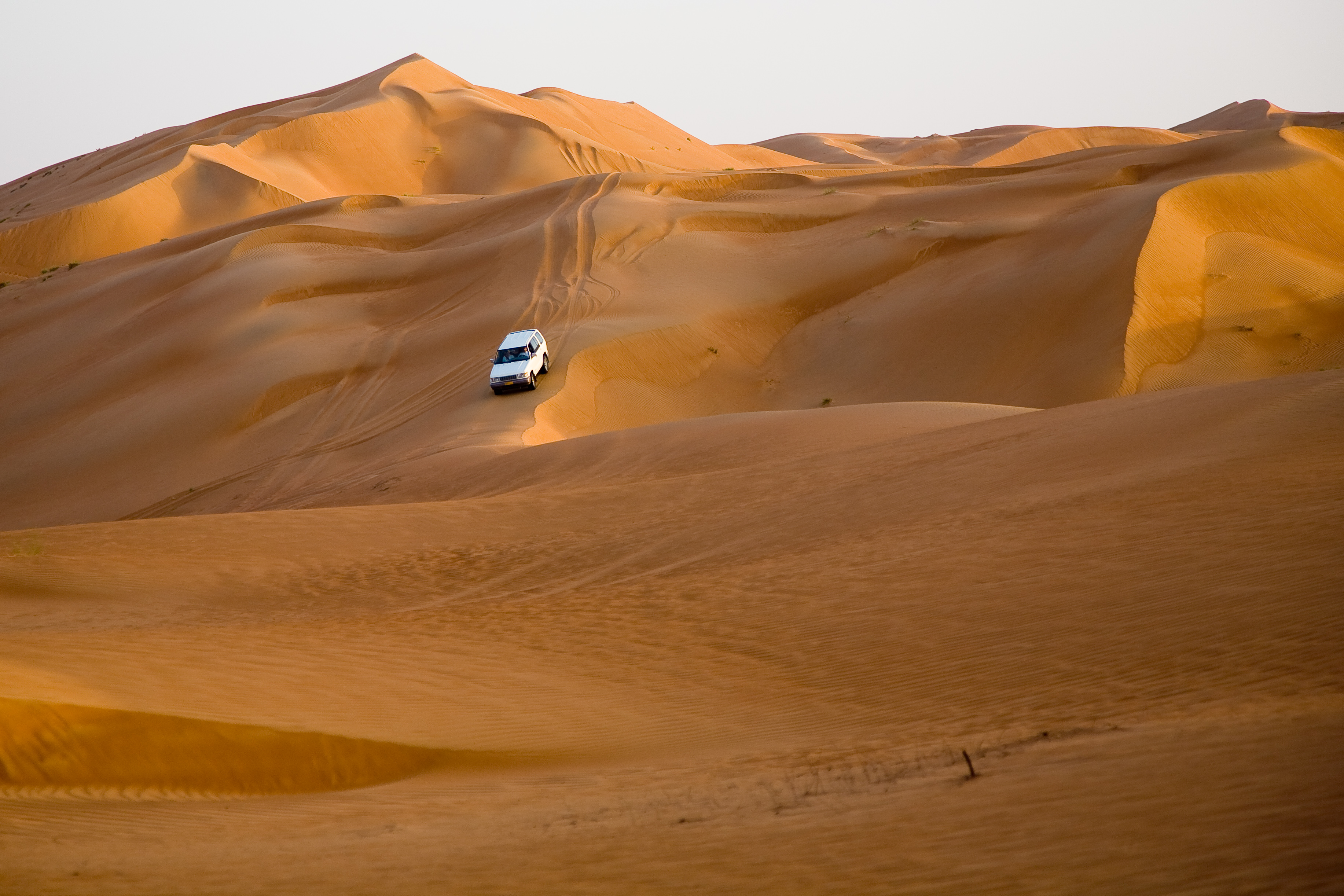
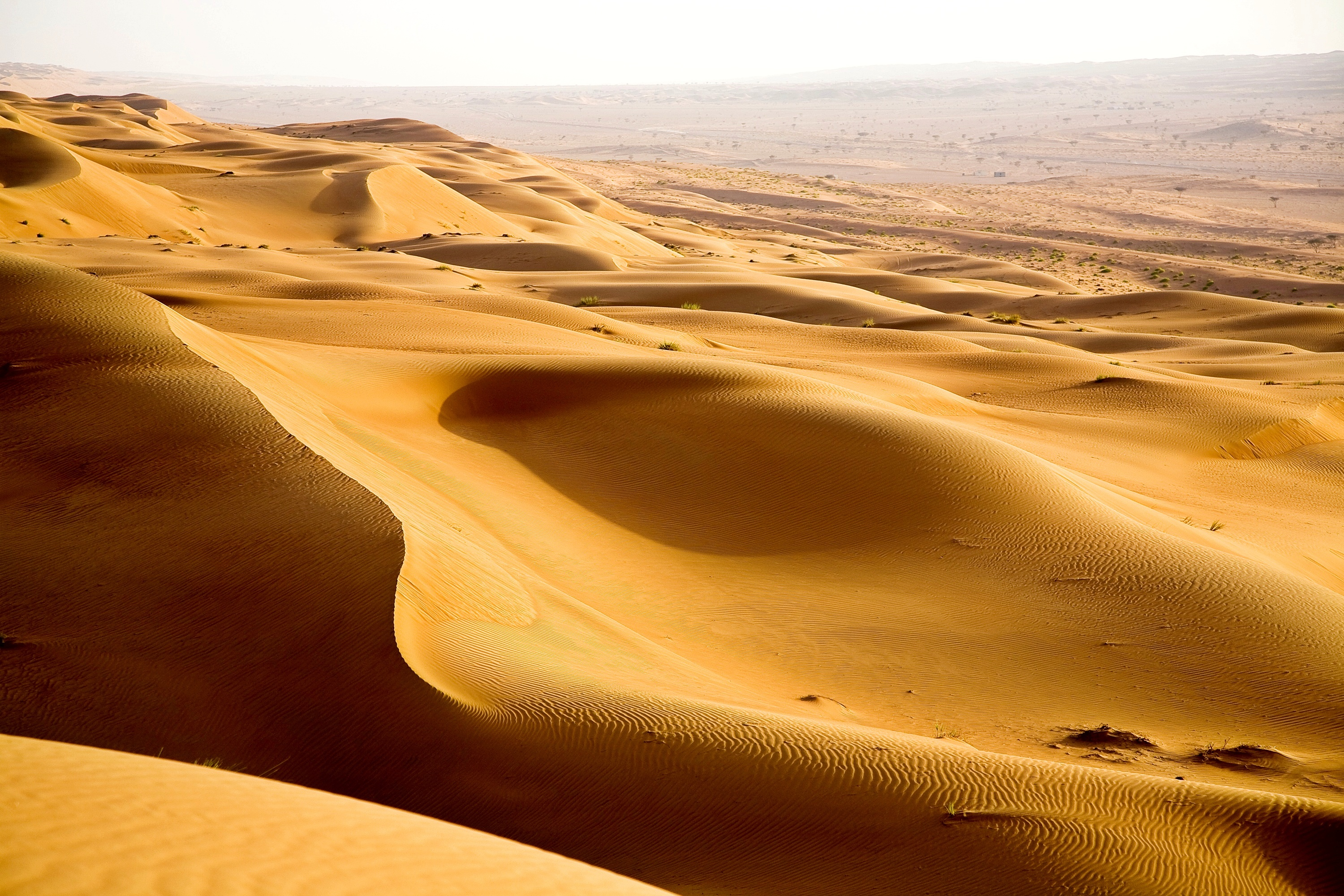
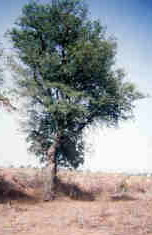
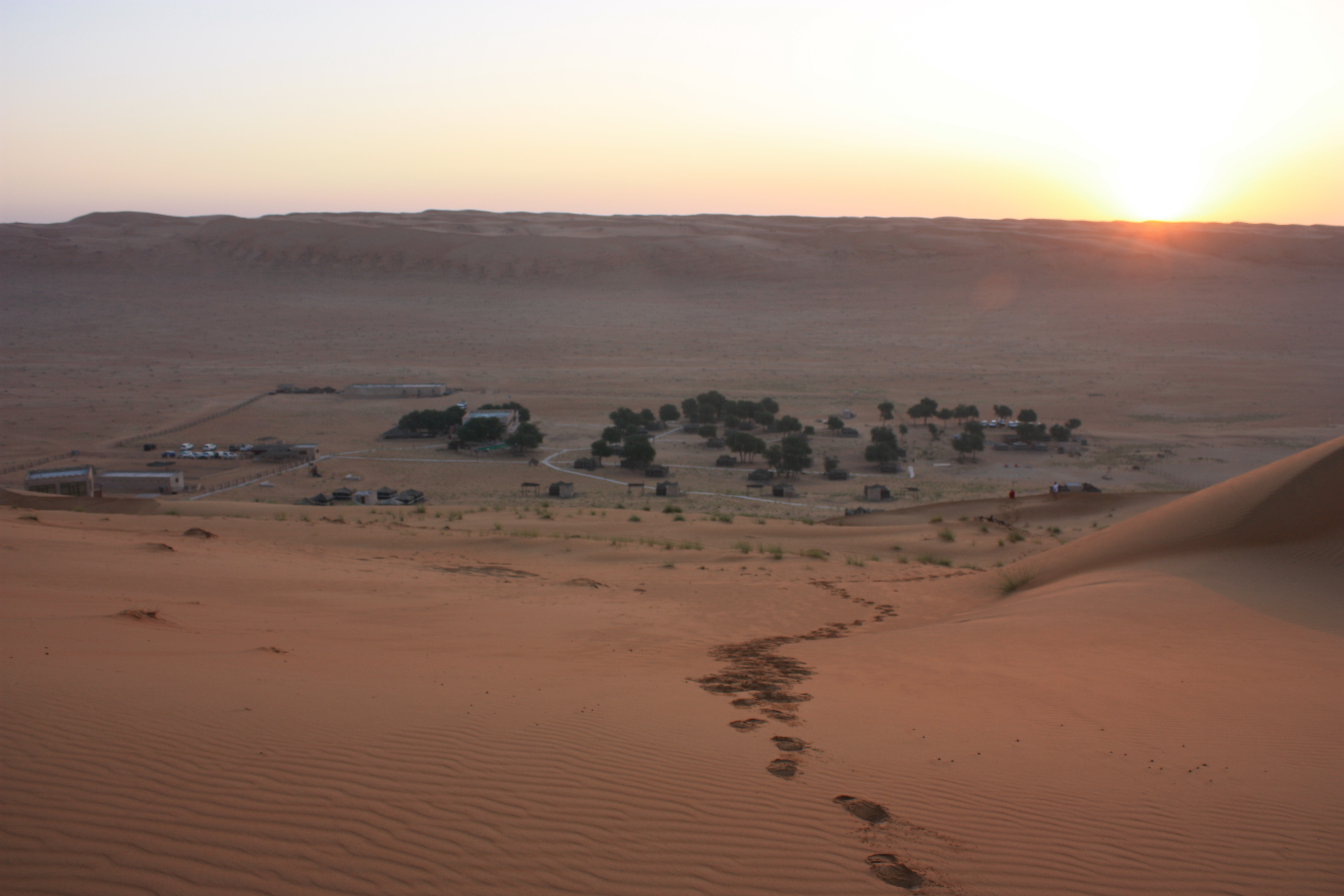